# Phil Anderson
Philip Grant Anderson OAM (Londres, 12 de março de 1958) é um ex-ciclista australiano de origem britânica. Profissional de 1980 a 1994.